# بيتر جاكسون (لاعب كرة قدم مواليد 1937)
بيتر جاكسون (بالإنجليزية: Peter Jackson)‏ هو لاعب كرة قدم بريطاني في مركز نصف الجناح، ولد في 23 يناير 1937 في ستوك أون ترينت في المملكة المتحدة، وتوفي في سبتمبر 1991. لعب مع برادفورد سيتي وماكليسفيلد تاون ونادي ألترينتشام ونادي ترانمير روفرز ونادي ريكسهام ونادي هايد إف سي.